# Río Choqueyapu
Río Choqueyapu är ett vattendrag i Bolivia.   Det ligger i departementet La Paz, i den centrala delen av landet, 400 km nordväst om huvudstaden Sucre.
Omgivningarna runt Río Choqueyapu är i huvudsak ett öppet busklandskap. Runt Río Choqueyapu är det tätbefolkat, med 343 invånare per kvadratkilometer.